# Judah Friedlander

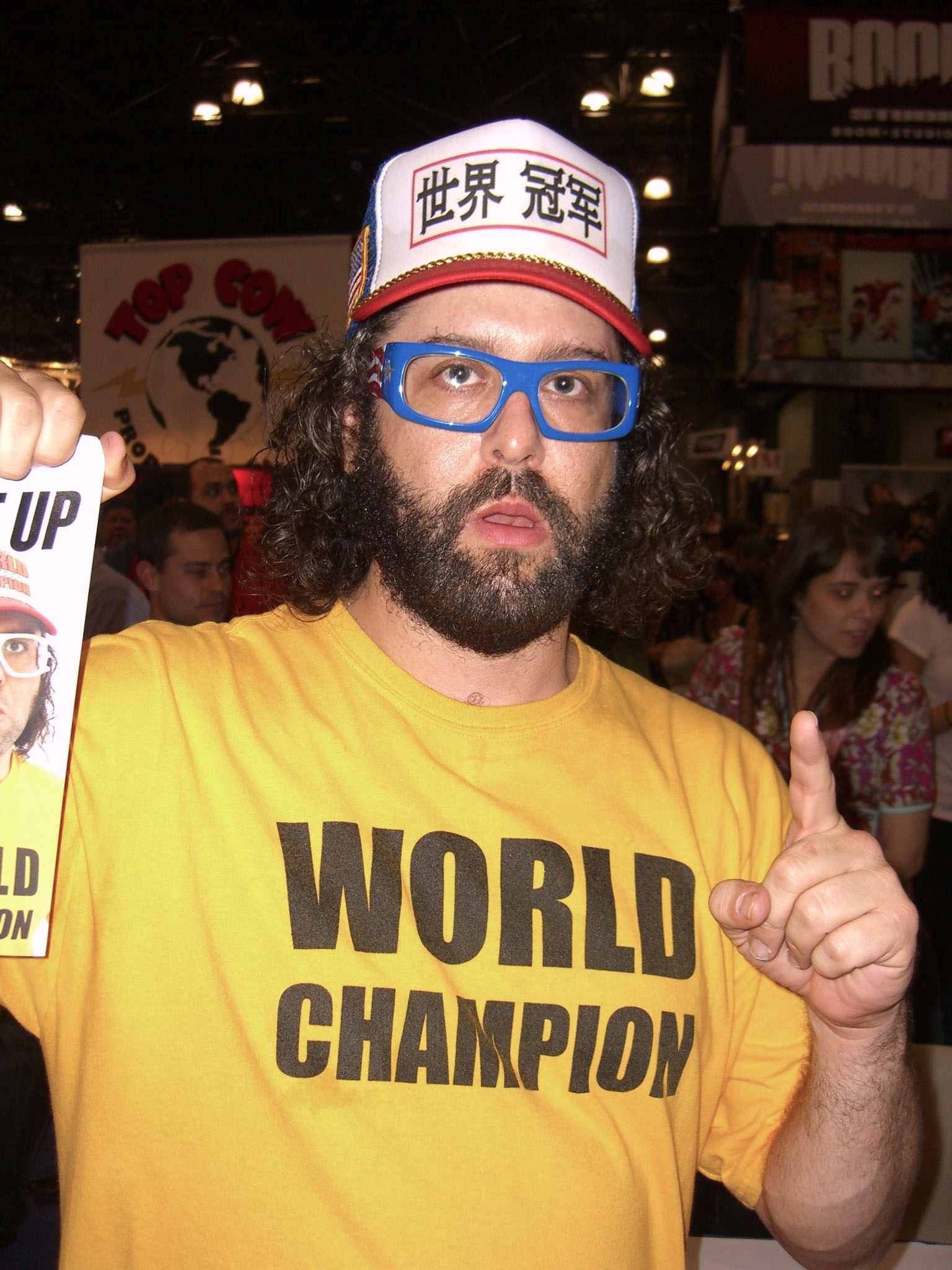
Friedlander im Rahmen der New York Comic Convention am 9. Oktober 2010.

Judah Friedlander (* 16. März 1969 in Gaithersburg, Maryland) ist ein US-amerikanischer Schauspieler und Komiker. Sein Markenzeichen sind Trucker-Mützen mit auffälligen Aufdrucken.

## Karriere
Friedlander begann seine Karriere als Tonmann bei dem Kurzdokumentarfilm Who Is Chris Rock?, der am 2. Juli 1989 veröffentlicht wurde. Der Komiker Chris Rock spricht in diesem Film mit seiner Mutter über sein Leben und seine Arbeit.
Zehn Jahre später begann seine Arbeit vor der Kamera in der Sitcom LateLine, in der er in drei Episoden einen Techniker spielte. Weitere Kleinauftritte in Serien wie Chaos City und Lass es, Larry! folgten. Mit kleinen Rollen war er ebenso in Kinofilmen wie Meine Braut, ihr Vater und ich, Zoolander und … und dann kam Polly vertreten. Eine seiner ersten tragenden Rollen spielte er in dem Film American Splendor, der auf den Internationalen Filmfestspielen von Cannes 2003 und dem Sundance Film Festival ausgezeichnet wurde und zudem für den Oscar für das „Beste adaptierte Drehbuch“ nominiert wurde. Internationale Bekanntheit erlangte er zudem durch seine durchgehende Rolle als Autor Frank Rossitano in der Comedy-Fernsehserie 30 Rock, in der er in jeder Folge eine andere Trucker-Mütze trägt, die er laut eigener Aussage selbst anfertigt.
2010 veröffentlichte er das Buch How to Beat Up Anybody: An Instructional and Inspirational Karate Book by the World Champion.

## Filmografie (Auswahl)
- 1999: LateLine (Fernsehserie, drei Folgen)
- 2000: Meine Braut, ihr Vater und ich (Meet the Parents)
- 2001: Zoolander
- 2003: American Splendor
- 2004: Starsky & Hutch
- 2004: Lass es, Larry! (Curb Your Enthusiasm, Fernsehserie)
- 2004: … und dann kam Polly (Along Came Polly)
- 2005: Feast
- 2006: Date Movie
- 2006–2013: 30 Rock (Fernsehserie)
- 2007: Flight of the Conchords (Fernsehserie)
- 2007: Chapter 27 – Die Ermordung des John Lennon (Chapter 27)
- 2008: The Wrestler – Ruhm, Liebe, Schmerz (The Wrestler)
- 2009: Mein fast perfekter Valentinstag (I Hate Valentine’s Day)
- 2009: Cabin Fever 2 (Cabin Fever 2: Spring Fever)
- 2010: Beware the Gonzo
- 2014: Sharknado 2
- 2015: Star Wars: Das Erwachen der Macht (Star Wars: The Force Awakens)
- 2016: Bordertown (Fernsehserie, 13 Folgen, Stimme)
- 2017: America Is the Greatest Country in the United States
- 2018: Sharknado 6: The Last One (The Last Sharknado: It’s About Time, Fernsehfilm)
- 2019: Sag’s nicht weiter, Liebling (Can You Keep a Secret?)

## Veröffentlichungen
- How to Beat Up Anybody: An Instructional and Inspirational Karate Book by the World Champion. 2010, ISBN 006196977X.